# BW-723C86
BW-723C86 je lek izveden iz triptamina koji deluje kao agonist  receptora. On pokazuje anksiolitičke efekte u životinjskim studijama, a upotrebljavan je i za istraživanje funkcije  receptora u nizu drugih tkiva.

## Spoljašnje veze
|  | Molimo Vas, obratite pažnju na važno upozorenje u vezi sa temama iz oblasti medicine (zdravlja). |